# Contea autonoma manciù di Qingyuan
La contea autonoma manciù di Qingyuan (清原满族自治县S, Qīngyuán Mǎnzú ZìzhìxiànP) è una contea della Cina, situata nella provincia di Liaoning e amministrata dalla prefettura di Fushun.